# رولاند هيل (صحفي)
رولاند هيل (بالألمانية: Roland Hill)‏ هو كاتب غير روائي وصحفي ألماني، ولد في 2 ديسمبر 1920 في هامبورغ في ألمانيا، وتوفي في 21 يونيو 2014 في لندن الكبرى في المملكة المتحدة.